# Las Chapas (Marbella)
Las Chapas es un distrito del municipio de Marbella, en la provincia de Málaga, España. Está situado en el extremo oriental del término municipal, entre el centro de Marbella y el municipio de Mijas, con el que limita al este. El distrito se compone de un gran número de urbanizaciones articuladas por la autovía del Mediterráneo, destacando entre ellas la Ciudad Residencial Tiempo Libre, por ser de las primeras en crearse así como diversas playas.
En el distrito de Las Chapas están situados la sede de la Mancomunidad de Municipios de la Costa del Sol Occidental, el Hospital Comarcal Costa del Sol, el paraje natural Dunas de Artola y el puerto de Cabopino.
Según datos del padrón municipal de 2009, tiene una población censada de 12.517.